# Ordinariat d'Espagne des catholiques orientaux
L'ordinariat d'Espagne des catholiques orientaux est une juridiction créée par le pape François le 9 juin 2016 pour les communautés catholiques orientales d'Espagne qui ne disposent pas d'une juridiction diocésaine propre.
C'est l'archevêque de Madrid, actuellement Mgr José Cobo Cano, qui assure la charge d'ordinaire des orientaux d'Espagne.

## Histoire
Cet ordinariat a été institué par le pape François le 9 juin 2016.
L'ordinariat des catholiques orientaux a juridiction sur les prêtres et les fidèles des Églises orientales catholiques dépourvues d'évêques en Espagne, c'est-à-dire l'ensemble des Églises catholiques orientales, aucune d'entre elles ne disposant de juridiction en propre en Espagne.

## Ordinaires
- 9 juin 2016-1er mars 2024 : Carlos Osoro Sierra
- depuis le 1er mars 2024 : José Cobo Cano